# Gylet (Örkeneds socken, Skåne)
Gylet är en sjö i Osby kommun i Skåne och ingår i Skräbeåns huvudavrinningsområde. Sjön har en area på 0,0593 kvadratkilometer och ligger 142 meter över havet.

## Delavrinningsområde
Gylet ingår i det delavrinningsområde (625488-140641) som SMHI kallar för Mynnar i Skräbeån. Medelhöjden är 145 meter över havet och ytan är 8,68 kvadratkilometer. Det finns inga avrinningsområden uppströms utan avrinningsområdet är högsta punkten. Vattendraget som avvattnar avrinningsområdet har biflödesordning 2, vilket innebär att vattnet flödar genom totalt 2 vattendrag innan det når havet efter 70 kilometer. Avrinningsområdet består mestadels av skog (63 procent) och sankmarker (17 procent). Avrinningsområdet har 0,06 kvadratkilometer vattenytor vilket ger det en sjöprocent på 0,7 procent.